# Amíg világ a világ
Amíg világ a világ Stewart Brand 1999-ben írt tudományos-ismeretterjesztő könyve.
- A mű eredeti címe: The Clock of The Long Now. Time and Responsibility
- Alcím: Idő és felelősség – A hosszú most órája
- Fordította: Kertész Balázs (2001)
- ISBN 9639323160
- Világ-Egyetem sorozat, Vincze Kiadó

## Leírás
A könyv központi témája az idő és a felelősség: valamiért egyikben sem bővelkedünk.
„A könyvet döntően beszélgetés formálta. Fő forrása a Long Now Alapítvány vezető testületének tagjai körében folytatott eszmecsere, melynek nagy részét on-line üzenetek ezrei közvetítették; … Az e könyvet létrehozó eszmecsere nem zártkörű, és nem is ért véget. Őszintén remélem, hogy az olvasó is csatlakozik hozzá. Meg kell teremtenünk a világot, ahol automatikus és általános a hosszú távú gondolkodásmód.”

## Tartalom
- Köszönetnyilvánítás

1. Az egyetemes óra
2. Kairosz és Kronosz
3. Moor fala
4. A szingularitás
5. Hajsza
6. A Hosszú Most
7. A civilizáció rendje
8. Az időtlen vallás
9. Óra-Könyvtár
10. Nagy vagy, Ben!
11. A világ leglassúbb számítógépe
12. Lángoló könyvtárak
13. Holt kéz
14. A digitális sötét kor lezárása
15. A Tízezer Éves Könyvtár
16. Tragikoptimizmus
17. Futurizmó
18. A jövő hasznai
19. A múlt hasznai
20. A problémák újragondolása
21. Lassú tudomány
22. A hosszú távú szemlélet
23. Nemzedékek
24. Lankadatlan erőfeszítés
25. A vég nélküli játszma

- Függelék: Részvétel az Óra-Könyvtár programjában
- Jegyzetek
- Ajánlott irodalom
- Név- és tárgymutató

## Külső link
- The Long Now Foundation honlapja

## Magyarul
- Amíg világ a világ. Idő és felelősség – a hosszú most órája; ford. Kertész Balázs; Vince, Bp., 2001 (Világ-egyetem)